# Ticketmaster
Ticketmaster Entertainment, Inc. — американская компания по продаже и распространению билетов, базирующаяся в Беверли-Хиллз, штат Калифорния, и осуществляющая свою деятельность во многих странах мира. В 2010 году она объединилась с Live Nation под названием Live Nation Entertainment. Новая компания будет владеть более чем 140 концертными площадками по всему миру, продавать около 140 миллионов билетов в год и продвигать 22 000 концертов ежегодно.
Продажа билетов осуществляется в цифровом формате или в двух основных центрах компании, расположенных в Чарлстоне (Западная Виргиния) и Фарре (Техас), как на первичном, так и на вторичном рынках. Клиентами Ticketmaster являются концертные площадки, артисты и промоутеры. Клиенты контролируют свои мероприятия и устанавливают цены на билеты, а Ticketmaster продает билеты, которые клиенты предоставляют в их распоряжение.
Ticketmaster взимает комиссию с билетов, купленных и перепроданных на платформе. Сборы от продажи билетов могут составлять большой процент от общей стоимости билетов, поэтому компания подвергается пристальному вниманию со стороны регулирующих органов, клиентов и музыкантов. Компания столкнулась с критикой со стороны Министерства юстиции США за ответные меры в отношении заведений, нарушающих 10-летнее соглашение 2010 года о слиянии с Live Nation, которое было продлено ещё на 5 лет — с 2020 по 2025 год. После широко распространенной критики в адрес компании в связи с проблемами с предпродажей билетов на тур Тейлор Свифт («The Eras Tour») Министерство юстиции начало официальное расследование в отношении Live Nation Entertainment на основании монополии, антимонопольного законодательства и нарушения прав потребителей.

## История
Компания Ticketmaster была основана в Финиксе, штат Аризона, в 1976 году сотрудниками колледжа Питером Гадва и Альбертом Леффлером, а также бизнесменом Гордоном Ганном III. Первоначально компания лицензировала компьютерные программы и продавала оборудование для систем продажи билетов. Первым концертом, на который были проданы билеты, стал концерт Electric Light Orchestra, состоявшийся в Университете Нью-Мексико.
В 1982 году Фред Розен был назначен генеральным директором Ticketmaster и перевёл компанию в Лос-Анджелес, чтобы быть ближе к индустрии живых развлечений. Этот переезд позволил компании заключить контракты со многими известными заведениями, включая Лос-Анджелесский форум. Розен привлек инвестиции в компанию и возглавил переход на компьютерную продажу билетов. К 1985 году компания работала в США, Канаде и Европе. При Розене компания занялась издательской деятельностью, основала туристическое агентство и в 1991 году приобрела конкурирующую компанию Ticketron, став лидером рынка.
В ноябре 1993 года соучредитель Microsoft Пол Аллен приобрел 80 % акций за более чем 325 миллионов долларов.

### Слияние с Live Nation
В феврале 2009 года Ticketmaster заключила соглашение о слиянии с промоутерской компанией Live Nation с целью создания Live Nation Entertainment. Сделка была одобрена Министерством юстиции США в январе 2010 года при условии, что компания продаст Paciolan компании Comcast Spectacor или другой фирме, а также лицензирует свое программное обеспечение Anschutz Entertainment Group (AEG), своему крупнейшему конкуренту. На новую компанию, которая будет называться Live Nation Entertainment, в течение 10 лет будут распространяться положения, запрещающие ей принимать ответные меры против заведений, сотрудничающих с конкурирующими компаниями по продаже билетов. Это соглашение о согласии было продлено в 2020 году ещё на 5 лет, и что компания действовала в нарушение условий соглашения 2010 года. Генеральный директор Live Nation Майкл Рапино был назначен генеральным директором новой компании.
Через год после слияния Live Nation урегулировала предыдущий коллективный иск против Ticketmaster, в котором утверждалось, что компания ввела истцов в заблуждение, описав сборы за доставку и обработку билетов.

## Продукты и услуги
Ticketmaster продаёт билеты, которые предоставляют её клиенты. В 2009 году Ticketmaster выпустила цифровую систему продажи билетов, которая требовала от клиентов подтверждения личности перед покупкой. Компания считала, что это поможет обойти брокеров и скальперов (спекулянтов физических и юридических).
В 2016 году компания Ticketmaster выступила с заявлением в поддержку закона о лучшей продаже билетов онлайн (Better Online Tickets Sales Act, BOTS Act), который запрещал использование билетных ботов для покупки большого количества билетов онлайн и перепродажи их по завышенным ценам. В следующем году компания подала иск против билетного брокера Prestige Entertainment после того, как компания использовала ботов для покупки более 30 000 билетов на бродвейский спектакль «Гамильтон».
В 2018 году компания сообщила о продаже почти 500 миллионов билетов на 400 000 мероприятий.
В ноябре 2020 года компания Ticketmaster объявила, что будет проверять статус вакцинации против COVID-19 у покупателей билетов перед выдачей пропусков, когда живые мероприятия вернутся в 2021 году. Фанатам, которые не подтвердили свой статус вакцинации или получили положительный результат, будет отказано в посещении мероприятия.

### Ценообразование
Номинальная стоимость билетов Ticketmaster определяется артистом или клиентом. В дополнение к номинальной стоимости билетов, заведения и Ticketmaster добавляют сборы для оплаты своих услуг.
Обычно к номинальной стоимости билета добавляются следующие сборы:
- Плата за помещение — плата, взимаемая заведением.
- Плата за доставку — плата, взимаемая в зависимости от способа доставки билета, а также плата за обработку кредитной карты.
- Сервисный сбор — сумма сборов, добавляемых на основании «соглашения с каждым клиентом (артистами)» и сбора за обработку заказа. Ticketmaster «может получать прибыль на комиссии за обработку заказов»[24].

Суммы сборов варьируются от мероприятия к мероприятию и зависят от места проведения, доступных способов доставки и предпочтений артиста. Некоторые экономисты и группы активистов утверждают, что высокие цены на билеты обусловлены отсутствием конкуренции в музыкальной индустрии.
В 2013 году джем-группа The String Cheese Incident дала поклонникам деньги на покупку 400 билетов на один из своих концертов, чтобы затем перепродать их на собственном сайте с меньшей комиссией. Группа заявила, что протестует против сборов Ticketmaster за билеты, а Ticketmaster утверждал, что группа забирает доходы у площадок и промоутеров.
По состоянию на 2016 год перепродажа билетов была самым быстрорастущим бизнесом Ticketmaster.
В 2022 году Ticketmaster экспериментировала с динамическим ценообразованием, основанным на спросе, которое варьировало бы цену билета в зависимости от спроса. Предполагается, что новая система позволит артистам получать большую долю доходов, которые в противном случае поступали бы от перепродажи билетов.

## Критика

### Антиконкурентные претензии
В мае 1994 года гранж-группа Pearl Jam подала жалобу в Министерство юстиции США, утверждая, что компания Ticketmaster лишила группу возможности бронировать места на концертных площадках в споре о гонорарах. Расследование было закрыто без каких-либо действий в 1995 году, хотя Министерство юстиции заявило, что будет продолжать следить за развитием событий в билетной индустрии. Чак Филипс, репортер, освещавший этот вопрос, получил от источников, близких к делу, информацию о том, что расследование было закрыто из-за нехватки ресурсов, а также из-за того, что дело было сложным и имело неопределенные перспективы.
В статье, опубликованной в 2009 году на CBC, компания Ticketmaster утверждала, что в Онтарио необходимо принять закон для защиты болельщиков от скальперов и неавторизованных билетных брокеров: «Мы с вами знаем, что существует процветающая индустрия билетных брокеров… поэтому закон на самом деле является фикцией…. Мы глубоко убеждены, что закон необходимо модернизировать, чтобы он отражал реальность интернет-торговли». Сохраняя предельную цену, вы на самом деле просто загоняете бизнес [перепродажи] в тень".
В том же году музыкант Брюс Спрингстин пожаловался на конфликт интересов между Ticketmaster и TicketsNow после того, как поклонники были направлены на TicketsNow после того, как билеты на его концерт были распроданы на сайте Ticketmaster.com. Ирвинг Азофф, генеральный директор Ticketmaster в то время, принес извинения и заявил, что ссылка на TicketsNow больше не будет отображаться на концертах Спрингстина. В 2018 году Министерство юстиции США начало рассматривать жалобы AEG, в которых утверждалось, что компания участвовала в антиконкурентной практике. По состоянию на апрель 2018 года Министерство юстиции не опубликовало комментариев по поводу своего расследования.
В 2020 году Министерство юстиции оштрафовало компанию Ticketmaster на 3 миллиона долларов за нарушение соглашения, заключенного в результате слияния с Live Nation. Срок действия соглашения о согласии продлен до 2025 года, и компания обязана самостоятельно обеспечивать его соблюдение, налагая штраф в размере 1 млн долларов за любые будущие нарушения.

### Тейлор Свифт
Крупным скандалом обернулся неудачный старт продаж билетов в 2022 году на новый концертный тур Тейлор Свифт, привлёкший внимание широких кругов пользователей и законодателей Конгресса США. 15 ноября 2022 года, в первый день предварительной продажи билетов для верифицированных фанатов на американский этап The Eras Tour (2023) американской певицы-песенницы Тейлор Свифт, официальный сайт компании Ticketmaster обрушился и завис после «исторически беспрецедентного спроса с миллионами пришедших», остановив предварительную продажу. Менее чем через час серверы платформы по продаже билетов «не смогли ответить», пользователи «либо полностью выходили из системы, либо стояли в очереди из 2 000 с лишним человек, которая казалась замороженной». Ticketmaster немедленно опубликовала заявление, в котором говорится, что они работают над устранением неполадок, «поскольку сайт не был готов принять огромную силу сотен тысяч поклонников Свифт» и впоследствии сообщил, что «сотни тысяч билетов» уже проданы, и перенёс оставшиеся в продаже билеты на другое время, включая продажу в Capital One на 16 ноября.
Поклонники и клиенты в Интернете широко критиковали компанию Ticketmaster за несовершенную модель продажи билетов, которая мешала им приобретать их. Слово «Ticketmaster» стало трендом номер один по всему миру на различных платформах социальных сетей, таких как Twitter и TikTok. Несколько законодателей США обратили внимание на этот вопрос. Конгрессвумен США Александрия Окасио-Кортес написала в Твиттере, что Ticketmaster является монополистом и что его необходимо отделить от Live Nation Entertainment. Конгрессмен Билл Паскрель, который ранее обращался к генеральному прокурору США Меррику Гарланду в поддержку «сильного антимонопольного контроля со стороны администрации Байдена» и критиковал слияние Ticketmaster и Live Nation, заявил, что попытался приобрести билеты, но был помещен в список ожидания. По данным организаций потребителей, Ticketmaster и Live Nation контролируют более 70 % рынка первичной продажи билетов и мест проведения живых мероприятий. Конгрессмен Дэвид Чичиллине, возглавляющий подкомитет по антимонопольному, торговому и административному праву Палаты представителей США, заявил, что Министерство юстиции США должно провести расследование и разделить компании. CNBC отметил, что сенатор Ричард Блументал также выразил критику и призвал провести расследование по поводу конкуренции в этой сфере. Bloomberg объяснил критику «долгим ожиданием, техническими проблемами и плохим обслуживанием клиентов» компании Ticketmaster. Генеральный прокурор штата Теннесси Джонатан Скрметти начал расследование «жалоб потребителей на хаос во время предварительной продажи билетов» на тур. На пресс-конференции 16 ноября он заявил, что «отсутствие конкуренции [для Ticketmaster] привело к плохому опыту и более высоким ценам для потребителей». Паскрелл, за которого вступились 30 других членов Палаты представителей США, обратился в Министерство юстиции США с просьбой начать официальное расследование по этому вопросу. После расследований, инициированных генеральным прокурором штата Теннесси и генеральным прокурором Северной Каролины на основании нарушений прав потребителей, 18 ноября федеральный Департамент юстиции начал расследование в отношении Live Nation Entertainment и Ticketmaster.